# UA1205
UA-1205 - model rakiety wspomagającej dla amerykańskich rakiet nośnych Titan 3C, Titan 3D i Titan 3E produkowanych przez firmę Martin Marietta (dziś Lockheed Martin). Zasilany był paliwem stałym. Proponowany był również dla rozwinięć rakiet Saturn IB i Saturn V, jednak tej koncepcji nigdy nie zrealizowano Został zastąpiony przez rakietę UA1206.